# Richia parsimonia
Richia parsimonia là một loài bướm đêm trong họ Noctuidae.